# 이천리층

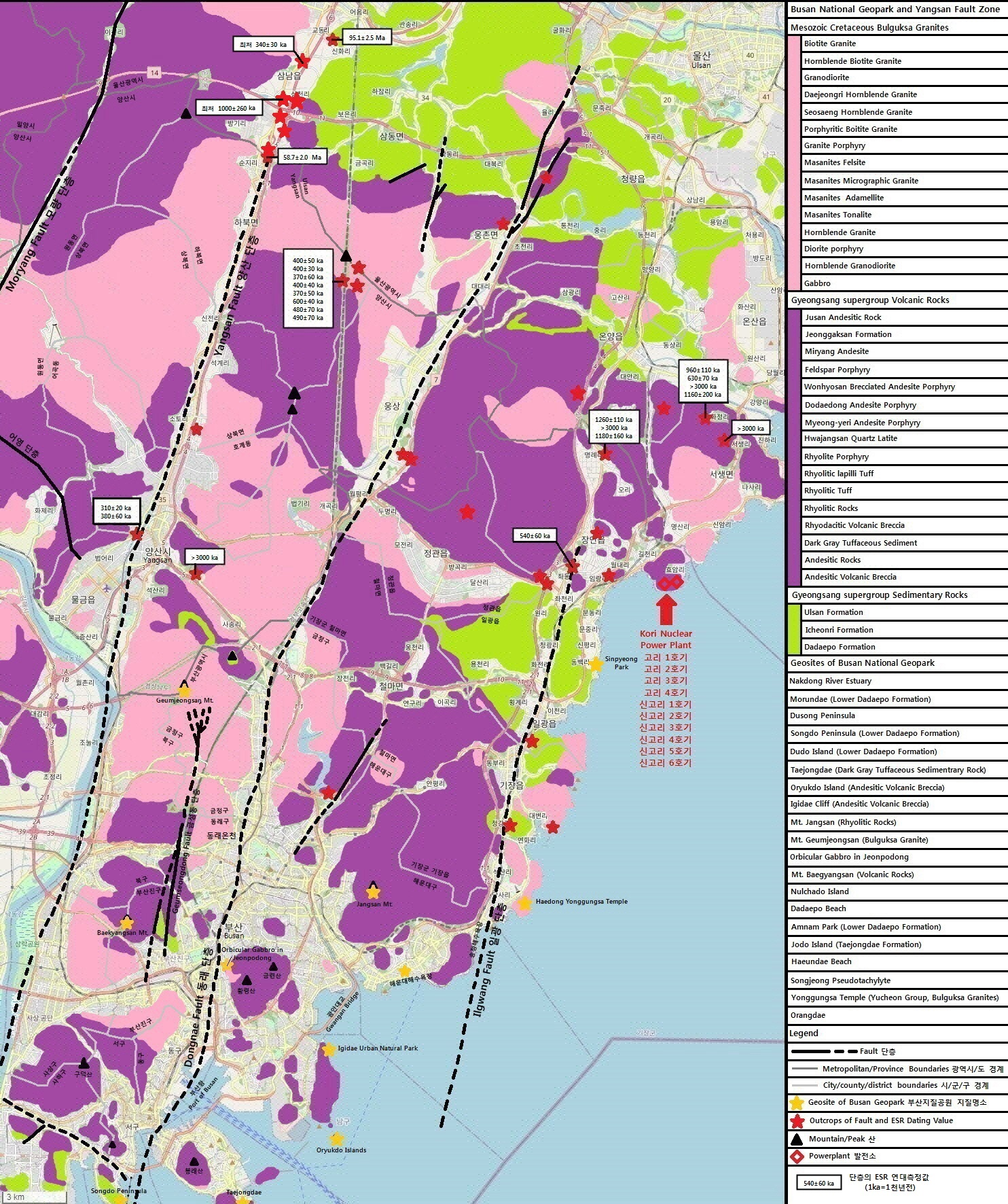
부산광역시의 지질과 이천리층

이천리층(伊川里層, Icheonri Formation)은 대한민국 경상 분지 남동부 부산광역시 기장군 일광읍 지역에 분포하는 중생대 백악기의 퇴적암 지층이다. 부산광역시 기장군 일광읍 신평리 공룡발자국 화석산지에 드러난 이천리층에서 공룡 발자국과 뼈 화석이 발견되었다.

## 개요
경상 누층군 이천리층은 부산광역시 기장군 일광읍 이천리를 표식지로 하여 기장군 일광읍의 거의 전 지역과, 기장읍 신천리, 청강리-연화리, 금정구 청룡동의 계명산(599.9 m) 산정부, 부산진구 초읍동의 금정봉(399.9 m) 주변, 초읍동-부암동-연지동 경계 산악 지역에 분포한다. 일광 단층이 이천리층 분포지를 가로지른다.

## 암상
동래-월내 지질도폭(1978)에 의하면 이천리층은 흑색 또는 암회색의 셰일로 구성되어 있으며 암회색 세립사암이 극히 소량 함유되어 있다. 암석의 분포로 보아 이천리층의 화성 활동이 있기 전에 더 넓은 지역에 분포하고 있었던 기장군 지역의 기저암층으로 해석될 수도 있으나 이들이 안산암류의 관입으로 현재와 같은 잔류 분포를 가지게 된 것으로 설명하기는 어렵다. 이천리층은 일광읍에서 북동 30~45°의 주향과 북서 18~30°의 경사를 보이고, 냉정사 부근에서는 북서 4~32°의 주향과 남서 14~26°의 경사를 보이며 본 층의 분포 지역에 따라 커다란 변화가 있다.

### 신평소공원
이천리층의 표식지인 기장군 일광읍 신평리의 신평소공원(일광읍 신평리 11-1) 해안에는 이천리층이 잘 드러나 있다. 이곳의 이천리층은 대체로 북동 70°의 주향과 북서 30°내외의 경사를 가지며 해안을 따라 단속적으로 노출되어 있으며, 전반적으로 조립질(역암, 사암)과 세립질(사암, 셰일, 이암) 우세 퇴적층이 수 미터 두께의 규모로 반복된다. 또한 방산충 화석을 함유한 처트역과 무척추동물의 생흔 화석이 산출되며, 특이 지질구조로 진동층에서도 보고된 바 있는 양방향 사엽층리, 지진 기원의 연질퇴적변형구조(SSDS: Soft-Sediment Deformation Structures)가 나타난다.
이천리층 사암은 미성숙한 조성과 조직을 나타내며 백악기 당시 유라시아 동쪽 연변부에서 일어난 고태평양판의 섭입에 의해 융기하여 발달한 화산호로부터 단시간에 퇴적물이 생성되어 운반된 것으로 보인다. 또한 사암 내 부수광물로 크롬 첨정석이 다수 관찰되었는데 이는 기원지에 초고철질암이 분포하였음을 의미한다.

## 지질시대

### 절대 연령
2014년 이천리층의 사암 내 저어콘 SHRIMP 연대측정을 통해 96 Ma가 보고되었으며 이천리층이 적어도 9600만년 전 이후에 퇴적되었음을 지시한다. 이는 이천리층이 경상 누층군 하양층군 진동층 내지 유천층군 다대포층에 층서적으로 대비될 수 있음을 지시한다. 그러나 열변성에 의한 혼펠스화가 다대포층에는 없지만 경상 누층군 진동층에는 나타나고 이천리층 퇴적암에 혼펠스화가 상당히 진행된 점을 고려한다면 시층서적으로 이천리층이 진동층에 대비될 가능성도 있다.

### 화석
기장군 신평리의 신평소공원 해안에 분포한 이천리층은 대체로 북동 70°의 주향과 북서 30°의 경사를 가지며 해안을 따라 드러나 있다. 이곳의 이천리층에서는 진동층에서 보고된 것과 유사한 기원으로 해석되는 양방향성 사엽층리, 일본에서 기원된 것으로 해석되는 방산충 화석을 포함한 처트 역들과 연질퇴적변형구조, Skolithos 등과 같은 무척추동물의 생흔 화석, 조각류, 용각류, 수각류를 포함한 공룡발자국 화석과 새발자국 화석, 특이 형태의 척추동물 발자국 화석, 골편(骨片) 화석, 케이로레피드과(Cheirolepidaceae)에 속하는 Frenolopsis type으로 보이는 구과식물 화석이 확인된다. 국내에서 공룡발자국 화석 산출 퇴적층에 골편 화석이 함께 산출된 경우는 매우 드물다.

## 이천리층의 사진
기장군 일광읍 동백리와 신평리의 신평소공원 해안에는 아래 사진과 같이 이천리층의 노두가 잘 드러나 있으며 이천리층의 노두를 근접해서 관찰할 수 있다.

### 이천리 선바위유원지 해안
일광읍 이천리의 선바위유원지(지번 : 기장군 일광읍 이천리 산 1-1) 해안에 드러난 이천리층은 서쪽으로 경사한다. 
기장군 일광읍 이천리 선바위유원지
- 북위 35° 16′ 50.1″ 동경 129° 15′ 19.4″ / 북위 35.280583°  동경 129.255389°
- 북위 35° 16′ 49.6″ 동경 129° 15′ 19.5″ / 북위 35.280444°  동경 129.255417°
- 북위 35° 16′ 46.7″ 동경 129° 15′ 19.6″ / 북위 35.279639°  동경 129.255444°
- 북위 35° 16′ 46.4″ 동경 129° 15′ 19.5″ / 북위 35.279556°  동경 129.255417°

### 동백리 수산과학연구소 해안
부경대학교 수산과학연구소(도로명주소 : 기장군 일광읍 일광로 474) 남동쪽 해안에는 이천리층의 노두가 대규모로 드러나 있으며 이곳은 지질명소가 아니지만 주변에는 무료 주차장(기장군 일광읍 문오성길 39 전면), 공중화장실(문오성길 74), 카페(문오성길 56 B동)와 같은 편의시설들이 다수 있다. 
기장군 일광읍 동백리 수산과학연구소
- 북위 35° 16′ 58.4″ 동경 129° 15′ 34.7″ / 북위 35.282889°  동경 129.259639°
- 북위 35° 16′ 58.5″ 동경 129° 15′ 35.6″ / 북위 35.282917°  동경 129.259889°
- 북위 35° 16′ 58.7″ 동경 129° 15′ 36.1″ / 북위 35.282972°  동경 129.260028°
- 북위 35° 16′ 56.7″ 동경 129° 15′ 33.1″ / 북위 35.282417°  동경 129.259194°
- 북위 35° 16′ 58.2″ 동경 129° 15′ 34.8″ / 북위 35.282833°  동경 129.259667°

### 신평소공원
신평소공원(지번 : 기장군 일광읍 신평리 11-1 도로명주소 : 일광읍 일광로 582-23~582-44 일대)은 이천리층을 가장 잘 관찰할 수 있는 곳으로 이곳에서 공룡 화석이 발견되었다. 이곳에는 간이 무료주차장과 나무데크길, 배조형물전망대 같은 편의시설이 조성되어 있으며 주변에 카페, 펜션, 식당 등이 있다. 신평리 공룡발자국 화석산지에서는 북동쪽으로 약 4 km 떨어진 고리원자력발전소가 육안으로 관측된다. 
기장군 일광읍 신평리 공룡발자국 화석산지/신평소공원의 이천리층 노두 (위도가 높은 순서대로 배열)
- 북위 35° 17′ 40.2″ 동경 129° 15′ 38.5″ / 북위 35.294500°  동경 129.260694°
- 북위 35° 17′ 41.4″ 동경 129° 15′ 39.3″ / 북위 35.294833°  동경 129.260917°
- 북위 35° 17′ 41.2″ 동경 129° 15′ 39.2″ / 북위 35.294778°  동경 129.260889°
- 북위 35° 17′ 41.0″ 동경 129° 15′ 39.4″ / 북위 35.294722°  동경 129.260944°
- 북위 35° 17′ 40.7″ 동경 129° 15′ 39.5″ / 북위 35.294639°  동경 129.260972°
- 북위 35° 17′ 40.0″ 동경 129° 15′ 39.7″ / 북위 35.294444°  동경 129.261028°
- 북위 35° 17′ 39.9″ 동경 129° 15′ 39.9″ / 북위 35.294417°  동경 129.261083°
- 북위 35° 17′ 38.4″ 동경 129° 15′ 39.5″ / 북위 35.294000°  동경 129.260972°
- 북위 35° 17′ 38.3″ 동경 129° 15′ 39.4″ / 북위 35.293972°  동경 129.260944°
- 북위 35° 17′ 37.9″ 동경 129° 15′ 39.4″ / 북위 35.293861°  동경 129.260944° 
사진 오른쪽 상단은 공룡 화석 안내판
- 북위 35° 17′ 37.9″ 동경 129° 15′ 39.3″ / 북위 35.293861°  동경 129.260917°
- 북위 35° 17′ 37.9″ 동경 129° 15′ 39.3″ / 북위 35.293861°  동경 129.260917° 
노두 뒤쪽의 건물은 카페솔(일광읍 일광로 582-23)
- 북위 35° 17′ 36.9″ 동경 129° 15′ 38.7″ / 북위 35.293583°  동경 129.260750°
- 북위 35° 17′ 36.3″ 동경 129° 15′ 38.6″ / 북위 35.293417°  동경 129.260722° 
검은색으로 칠한 부분은 고리원자력발전소
- 북위 35° 17′ 36.0″ 동경 129° 15′ 37.4″ / 북위 35.293333°  동경 129.260389°

## 같이 보기
- 신평리 공룡발자국 화석산지
- 부산광역시의 지질
- 경상 누층군
  - 다대포층
  - 진동층
- 부산광역시 기장군 일광읍
- 일광 단층